# Sylvietta
Sylvietta – rodzaj ptaków z rodziny krótkosterek (Macrosphenidae).

## Rozmieszczenie geograficzne
Rodzaj obejmuje gatunki występujące w Afryce.

## Morfologia
Długość ciała 8–12 cm, masa ciała 6,5–14 g.

## Systematyka
Rodzaj zdefiniował w 1839 roku francuski ornitolog Frédéric de Lafresnaye w artykule poświęconym opisowi kilku nowych gatunków ptaków, opublikowanym w czasopiśmie Revue Zoologique par La Société Cuvierienne. Gatunkiem typowym jest (późniejsze oznaczenie) sawanka kusa (S. brachyura).

### Etymologia
- Sylvietta (Sylvetta, Sylveta): łac. sylvietta ‘mała pokrzewka, leśny duszek’, od nazwy rodzaju Sylvia Scopoli, 1769 (pokrzewka); łac. przyrostek zdrabniający -etta[13].
- Oligura: gr. ολιγος oligos ‘mały, krótki’; -ουρος -ouros ‘-ogonowy’, od ουρα oura ‘ogon’[14]. Gatunek typowy (oryginalne oznaczenie): Troglodytes micrurus Rüppell, 1840 (= Sylvietta brachyura Lafresnaye, 1839).
- Oligocercus: gr. ολιγος oligos ‘mały, krótki’; κερκος kerkos ‘ogon’[15].
- Trochlotides: lapsus rodzaju Troglodytes Vieillot, 1809 (strzyżyk)[16]. Gatunek typowy (oryginalne oznaczenie): Troglodytes micrurus Rüppell, 1840 (= Sylvietta brachyura Lafresnaye, 1839).
- Sylviella: nowołac.  sylviella ‘mały ptak śpiewający’, od nazwy rodzaju Sylvia Scopoli, 1769 (pokrzewka); łac. przyrostek zdrabniający -ella[17].
- Baeocerca (Boeocerca): gr. βαιος baios ‘mały’; κερκος kerkos ‘ogon’[18]. Gatunek typowy (oznaczenie monotypowe): Sylvietta virens Cassin, 1859.

### Podział systematyczny
Do rodzaju należą następujące gatunki:
- Sylvietta denti Ogilvie-Grant, 1906 – sawanka cytrynowa
- Sylvietta leucophrys Sharpe, 1891 – sawanka białobrewa
- Sylvietta brachyura Lafresnaye, 1839 – sawanka kusa
- Sylvietta philippae J.G. Williams, 1955 – sawanka białogardła
- Sylvietta virens Cassin, 1859 – sawanka zielona
- Sylvietta ruficapilla Bocage, 1877 – sawanka obrożna
- Sylvietta isabellina Elliot, 1897 – sawanka jasna
- Sylvietta whytii Shelley, 1894 – sawanka rdzawa
- Sylvietta rufescens (Vieillot, 1817) – sawanka długodzioba